# 26. Kanadisches Kabinett
Das 26. Kanadische Kabinett (englisch 26th Canadian Ministry, französisch 26e conseil des ministres du Canada) regierte Kanada vom 4. November 1993 bis zum 11. Dezember 2003. Dieses von Premierminister Jean Chrétien angeführte Kabinett bestand aus Mitgliedern der Liberalen Partei.

## Minister
| Amt                                                              | Name                                                                                    | Zeitraum |
| ---------------------------------------------------------------- | --------------------------------------------------------------------------------------- | --- |
| Premierminister                                                  | Jean Chrétien                                                                           | 4. November 1993 bis 11. Dezember 2003 |
| Vize-Premierminister                                             | Sheila Copps vakant Sheila Copps Herb Gray John Manley                                  | 4. November 1993 bis 30. April 1996 1. Mai 1996 bis 18. Juni 1996 19. Juni 1996 bis 10. Juni 1997 11. Juni 1997 bis 14. Januar 2002 15. Januar 2002 bis 11. Dezember 2003                                              |
| Außenminister                                                    | André Ouellet Lloyd Axworthy John Manley William Graham                                 | 4. November 1993 bis 24. Januar 1996 25. Januar 1996 bis 16. Oktober 2000 17. Oktober 2000 bis 15. Januar 2002 16. Januar 2002 bis 11. Dezember 2003                                                                   |
| Justizminister und Attorney General                              | Allan Rock Anne McLellan Martin Cauchon                                                 | 4. November 1993 bis 10. Juni 1997 11. Juni 1997 bis 14. Januar 2002 15. Januar 2002 bis 11. Dezember 2003 |
| Verteidigungsminister                                            | David Collenette Douglas Young Art Eggleton John McCallum                               | 4. November 1993 bis 4. Oktober 1996 5. Oktober 1996 bis 10. Juni 1997 11. Juni 1997 bis 25. Mai 2000 26. Mai 2000 bis 11. Dezember 2003                                                                               |
| Finanzminister                                                   | Paul Martin John Manley                                                                 | 4. November 1993 bis 2. Juni 2002 3. Juni 2002 bis 11. Dezember 2003 |
| Minister für nationale Einkünfte                                 | David Anderson Jane Stewart Herb Dhaliwal Martin Cauchon Elinor Caplan                  | 4. November 1993 bis 24. Januar 1996 25. Januar 1996 bis 10. Juni 1997 11. Juni 1997 bis 2. August 1999 3. August 1999 bis 14. Januar 2002 15. Januar 2002 bis 11. Dezember 2003                                       |
| Minister für internationalen Handel                              | Roy MacLaren Art Eggleton Sergio Marchi Pierre Pettigrew                                | 4. November 1993 bis 24. Januar 1996 25. Januar 1996 bis 10. Juni 1997 11. Juni 1997 bis 2. August 1999 3. August 1999 bis 11. Dezember 2003                                                                           |
| Verkehrsminister                                                 | Douglas Young David Anderson David Collenette                                           | 4. November 1993 bis 24. Januar 1996 25. Januar 1996 bis 10. Juni 1997 11. Juni 1997 bis 11. Dezember 2003 |
| Umweltminister                                                   | Sheila Copps Sergio Marchi Christine Stewart David Anderson                             | 4. November 1993 bis 24. Januar 1996 25. Januar 1996 bis 10. Juni 1997 11. Juni 1997 bis 2. August 1999 3. August 1999 bis 11. Dezember 2003                                                                           |
| Arbeitsminister                                                  | Lloyd Axworthy Lucienne Robillard Alfonso Gagliano Lawrence MacAulay Claudette Bradshaw | 4. November 1993 bis 21. Februar 1995 22. Februar 1995 bis 24. Januar 1996 25. Januar 1996 bis 10. Juni 1997 11. Juni 1997 bis 22. November 1998 23. November 1998 bis 11. Dezember 2003                               |
| Minister für nationale Gesundheit und Wohlfahrt                  | Diane Marleau David Dingwall                                                            | 4. November 1993 bis 24. Januar 1996 25. Januar 1996 bis 11. Juli 1996 |
| Gesundheitsminister                                              | David Dingwall Allan Rock Anne McLellan                                                 | 12. Juli 1996 bis 10. Juni 1997 11. Juni 1997 bis 14. Januar 2002 15. Januar 2002 bis 11. Dezember 2003 |
| Minister für das kanadische Kulturgut                            | Sheila Copps                                                                            | 12. Juli 1996 bis 11. Dezember 2003 |
| Landwirtschaftsminister                                          | Ralph Goodale                                                                           | 4. November 1993 bis 11. Januar 1995 |
| Minister für Landwirtschaft und Lebensmittel                     | Ralph Goodale Lyle Vanclief                                                             | 12. Januar 1995 bis 10. Juni 1997 11. Juni 1997 bis 11. Dezember 2003 |
| Minister für Fischerei und Ozeane                                | Brian Tobin vakant Fred Mifflin David Anderson Herb Dhaliwal Robert Thibault            | 4. November 1993 bis 8. Januar 1996 9. Januar 1996 bis 24. Januar 1996 25. Januar 1996 bis 10. Juni 1997 11. Juni 1997 bis 2. August 1999 3. August 1999 bis 14. Januar 2002 15. Januar 2002 bis 11. Dezember 2003     |
| Forstwirtschaftsminister                                         | Anne McLellan                                                                           | 4. November 1993 bis 11. Januar 1995 |
| Minister für Energie, Bergbau und Ressourcen                     | Anne McLellan                                                                           | 4. November 1993 bis 11. Januar 1995 |
| Minister für Entwicklung von Arbeitskräften                      | Douglas Young Pierre Pettigrew Jane Stewart                                             | 12. Juli 1996 bis 3. Oktober 1996 4. Oktober 1996 bis 2. August 1999 3. August 1999 bis 11. Dezember 2003 |
| Minister für internationale Kooperation                          | Pierre Pettigrew Don Boudria Diane Marleau Maria Minna Susan Whelan                     | 25. Januar 1996 bis 3. Oktober 1996 4. Oktober 1996 bis 10. Juni 1997 11. Juni 1997 bis 2. August 1999 3. August 1999 bis 14. Januar 2002 15. Januar 2002 bis 11. Dezember 2003                                        |
| Minister für Industrie, Wissenschaft und Industrie               | John Manley                                                                             | 4. November 1993 bis 28. März 1995 |
| Minister für natürliche Ressourcen                               | Anne McLellan Ralph Goodale Herb Dhaliwal                                               | 12. Januar 1995 bis 10. Juni 1997 11. Juni 1997 bis 14. Januar 2002 15. Januar 2002 bis 11. Dezember 2003 |
| Industrieminister                                                | John Manley Brian Tobin Allan Rock                                                      | 29. März 1995 bis 16. Oktober 2000 17. Oktober 2000 bis 14. Januar 2002 15. Januar 2002 bis 11. Dezember 2003 |
| Minister für Kommunikation                                       | Michel Dupuy Sheila Copps                                                               | 4. November 1993 bis 24. Januar 1996 25. Januar 1996 bis 11. Juli 1996 |
| Minister für Konsumenten- und Unternehmensangelegenheiten        | John Manley                                                                             | 4. November 1993 bis 28. März 1995 |
| Minister für Versorgung und Dienstleistungen                     | David Dingwall Diane Marleau                                                            | 4. November 1993 bis 24. Januar 1996 25. Januar 1996 bis 11. Juli 1996 |
| Minister für staatliche Bauvorhaben                              | David Dingwall Diane Marleau                                                            | 4. November 1993 bis 24. Januar 1996 25. Januar 1996 bis 11. Juli 1996 |
| Minister für staatliche Bauvorhaben und öffentlichen Dienst      | Diane Marleau Alfonso Gagliano Don Boudria Ralph Goodale                                | 12. Juli 1996 bis 10. Juni 1997 11. Juni 1997 bis 14. Januar 2002 15. Januar 2002 bis 25. Mai 2002 26. Mai 2002 bis 11. Dezember 2003                                                                                  |
| Minister für Beschäftigung und Einwanderung                      | Lloyd Axworthy Douglas Young                                                            | 4. November 1993 bis 24. Januar 1996 25. Januar 1996 bis 11. Juli 1996 |
| Minister für Staatsbürgerschaft und Einwanderung                 | Sergio Marchi Lucienne Robillard Elinor Caplan Denis Coderre                            | 30. Juni 1994 bis 24. Januar 1996 25. Januar 1996 bis 2. August 1999 3. August 1999 bis 14. Januar 2002 15. Januar 2002 bis 11. Dezember 2003                                                                          |
| Minister für Multikulturalismus und Staatsbürgerschaft           | Michel Dupuy Sheila Copps                                                               | 4. November 1993 bis 24. Januar 1996 25. Januar 1996 bis 11. Juli 1996 |
| Minister für Indianerangelegenheiten und Entwicklung des Nordens | Ron Irwin Jane Stewart Robert Nault                                                     | 4. November 1993 bis 10. Juni 1997 11. Juni 1997 bis 2. August 1999 3. August 1999 bis 11. Dezember 2003 |
| Minister für das atlantische Kanada                              | David Dingwall John Manley Brian Tobin Allan Rock                                       | 4. November 1993 bis 24. Januar 1996 25. Januar 1996 bis 16. Oktober 2000 17. Oktober 2000 bis 14. Januar 2002 15. Januar 2002 bis 11. Dezember 2003                                                                   |
| Minister für wirtschaftliche Diversifikation des Westens         | Lloyd Axworthy John Manley Brian Tobin Allan Rock                                       | 4. November 1993 bis 24. Januar 1996 25. Januar 1996 bis 16. Oktober 2000 17. Oktober 2000 bis 14. Januar 2002 15. Januar 2002 bis 11. Dezember 2003                                                                   |
| Minister für Veteranenangelegenheiten                            | David Collenette Douglas Young Fred Mifflin George Baker Ronald Duhamel Rey Pagtakhan   | 4. November 1993 bis 3. Oktober 1996 4. Oktober 1996 bis 10. Juni 1997 11. Juni 1997 bis 2. August 1999 3. August 1999 bis 16. Oktober 2000 17. Oktober 2000 bis 14. Januar 2002 15. Januar 2002 bis 11. Dezember 2003 |
| Staatssekretär für Kanada                                        | Sergio Marchi Lucienne Robillard                                                        | 4. November 1993 bis 24. Januar 1996 25. Januar 1996 bis 12. Juli 1996 |
| Präsident des Schatzamtausschusses                               | Art Eggleton Marcel Massé Lucienne Robillard                                            | 4. November 1993 bis 24. Januar 1996 25. Januar 1996 bis 2. August 1999 3. August 1999 bis 11. Dezember 2003 |
| Präsident des Kronrates                                          | Marcel Massé Stéphane Dion                                                              | 4. November 1993 bis 24. Januar 1996 25. Januar 1996 bis 11. Dezember 2003 |
| Solicitor General                                                | Herb Gray Andy Scott Lawrence MacAulay Wayne Easter                                     | 4. November 1993 bis 10. Juni 1997 11. Juni 1997 bis 22. November 1998 23. November 1998 bis 21. Oktober 2002 22. Oktober 2002 bis 11. Dezember 2003                                                                   |
| Fraktionsvorsitzender der Regierungspartei im Unterhaus          | Herb Grey Don Boudria Ralph Goodale Don Boudria                                         | 4. November 1993 bis 10. Juni 1997 11. Juni 1997 bis 14. Januar 2002 15. Januar 2002 bis 25. Mai 2002 26. Mai 2002 bis 11. Dezember 2003                                                                               |
| Fraktionsvorsitzender der Regierungspartei im Senat              | Joyce Fairbairn Alasdair Graham Bernard Boudreau Sharon Carstairs                       | 4. November 1993 bis 10. Juni 1997 11. Juni 1997 bis 3. Oktober 1999 4. Oktober 1999 bis 8. Januar 2001 9. Januar 2001 bis 11. Dezember 2003                                                                           |